# Bachte-Maria-Leerne

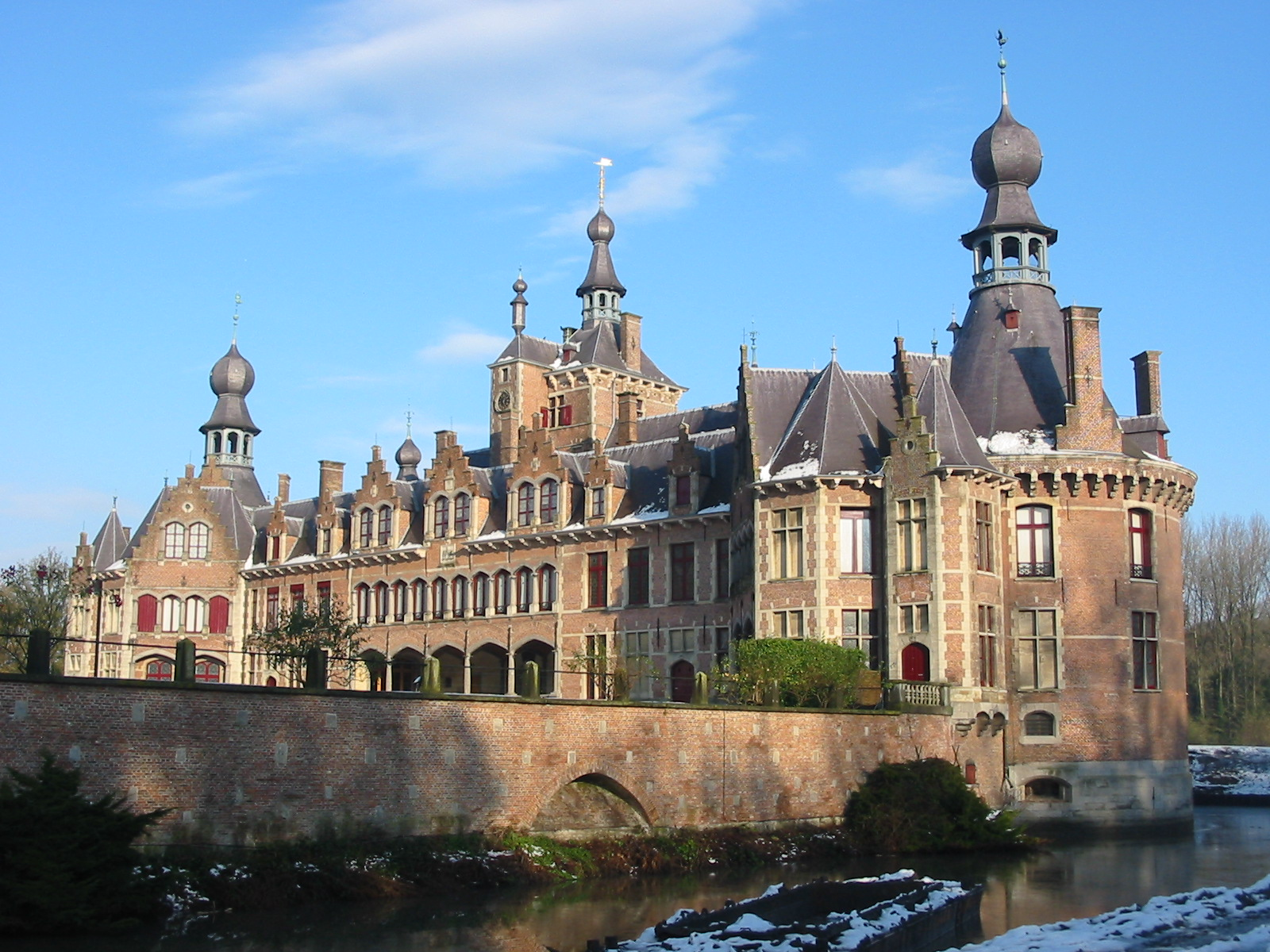
Kasteel van Ooidonk in renaissance-stijl

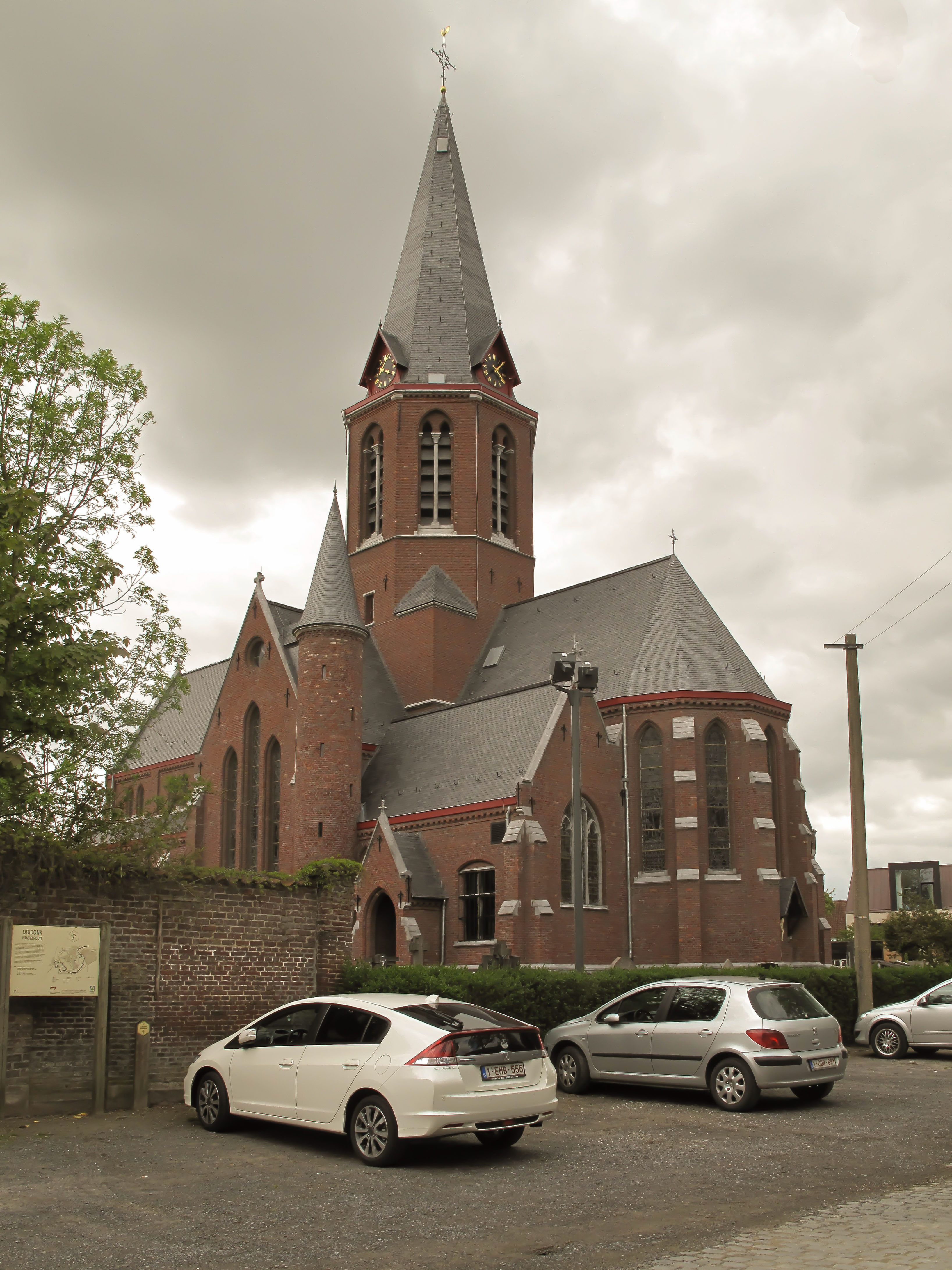
de parochiekerk Onze-Lieve-Vrouw en Sint-Jan-Baptist

Bachte-Maria-Leerne is een deelgemeente van Deinze, in de Belgische provincie Oost-Vlaanderen, het was een zelfstandige gemeente tot aan de gemeentelijke herindeling van 1977.

## Geschiedenis
Bachte-Maria-Leerne ontstond in 1823 door samenvoegen van de dorpen en parochies Bachte en Sint-Maria-Leerne. De deelgemeente ligt langs de rivier de Leie, de Oude Leie (een oude afgesloten rivierarm) en het Schipdonkkanaal.

## Demografische ontwikkeling
- Bronnen:NIS, Opm:1831 tot en met 1970=volkstellingen; 1976 = inwoneraantal op 31 december

## Politiek

### Geschiedenis
Bachte-Maria-Leerne had een eigen gemeentebestuur en burgemeester tot de gemeentelijke fusie van 1977.

#### Voormalig burgemeesters
| Periode | Periode     | Burgemeester                |
| ------- | ----------- | --------------------------- |
|         | 1823 - 1830 | Karel Louis Filliers        |
|         | 1830 - 1841 | Dominicus Herteleer         |
|         | 1841 - 1884 | Severin Biebuyck            |
|         | 1884 - 1921 | Arnold t'Kint de Roodenbeke |
|         | 1921 - 1954 | Jean t'Kint de Roodenbeke   |
|         | 1954 - 1964 | Jules Van Der Vennet        |
|         | 1965 - 1976 | Juan t'Kint de Roodenbeke   |

## Bezienswaardigheden
- Iets ten zuiden van Maria-Leerne ligt het kasteel van Ooidonk. Het is mogelijk ontstaan in de 12e eeuw, maar de oudste delen kwamen uit het jaar 1230. Het kasteel is twee keer met de grond gelijk gemaakt, in 1491 en in 1579. De ruïnes zijn verkocht aan Maarten della Faille en deze heeft het kasteel in renaissancestijl laten bouwen, zoals het er de dag van vandaag nog steeds uitziet. Het kasteel diende vroeger als voorpost en verdedigingsbolwerk van de stad Gent aan de Leie. Het kasteel is privaat eigendom van de grafelijke familie t'Kint de Roodenbeke (zie lijst der burgemeesters).
- Een oude afgesneden arm van de Leie ligt in een groen gebied tussen Bachte en het domein van Ooidonk.
- Sint-Petrus-en-Pauluskerk (Bachte)
- Onze-Lieve-Vrouw en Sint-Jan-Baptistkerk
- Onze-Lieve-Vrouw van Bachte-grot

### Bathio
Bathio is de naam van het zelfbedieningsveerpontje over de Oude Leie tussen Bachte en Astene (Vosselare Put). Het is vernoemd naar Bathio, de oude naam van Bachte.

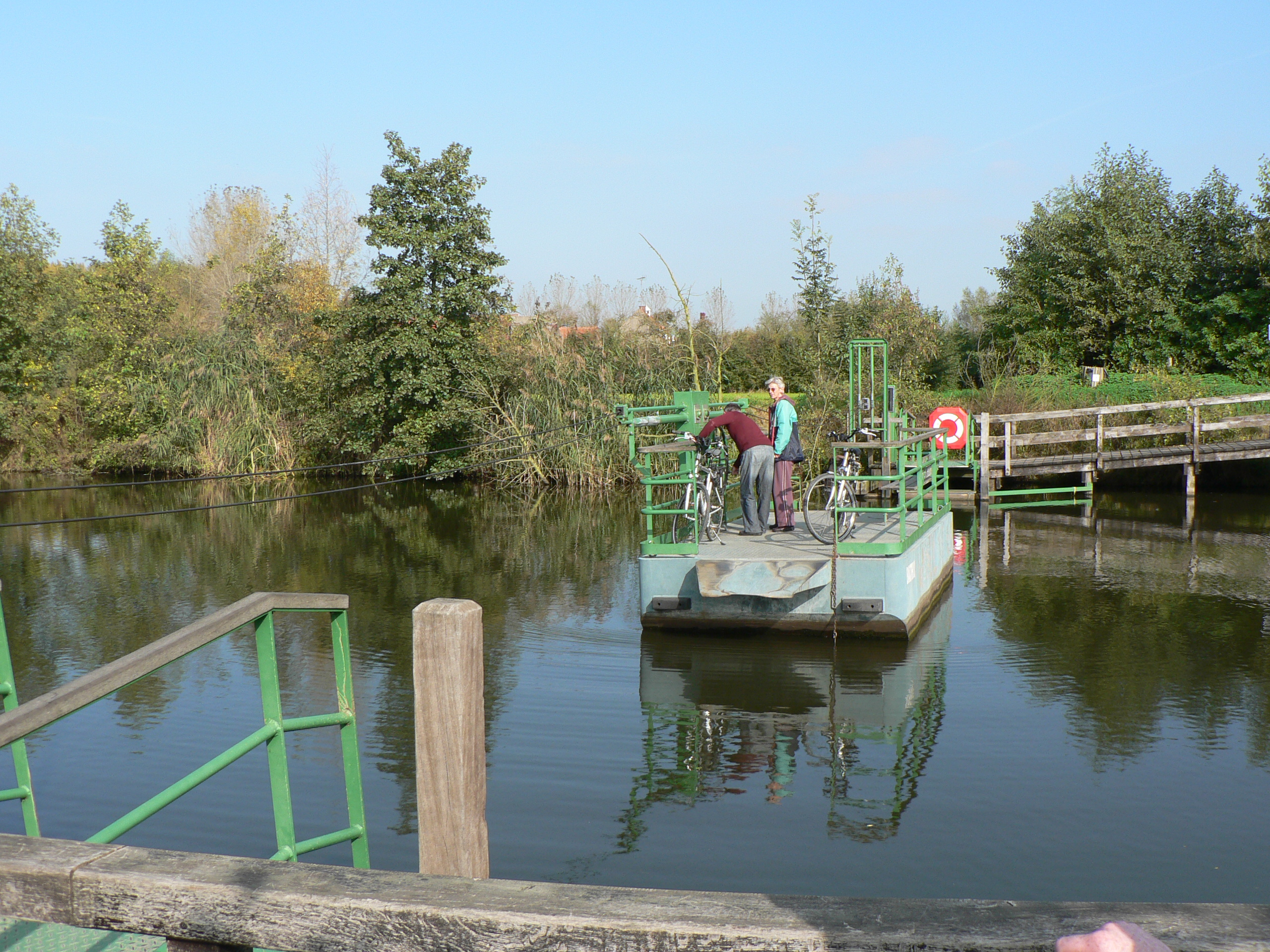

## Bekende inwoners
Bekende personen die geboren of woonachtig zijn of waren in Bachte-Maria-Leerne of een andere significante band met de gemeente hebben:
- Pierre, Graaf d'Alcantara di Quirrieu

## Fotogalerij

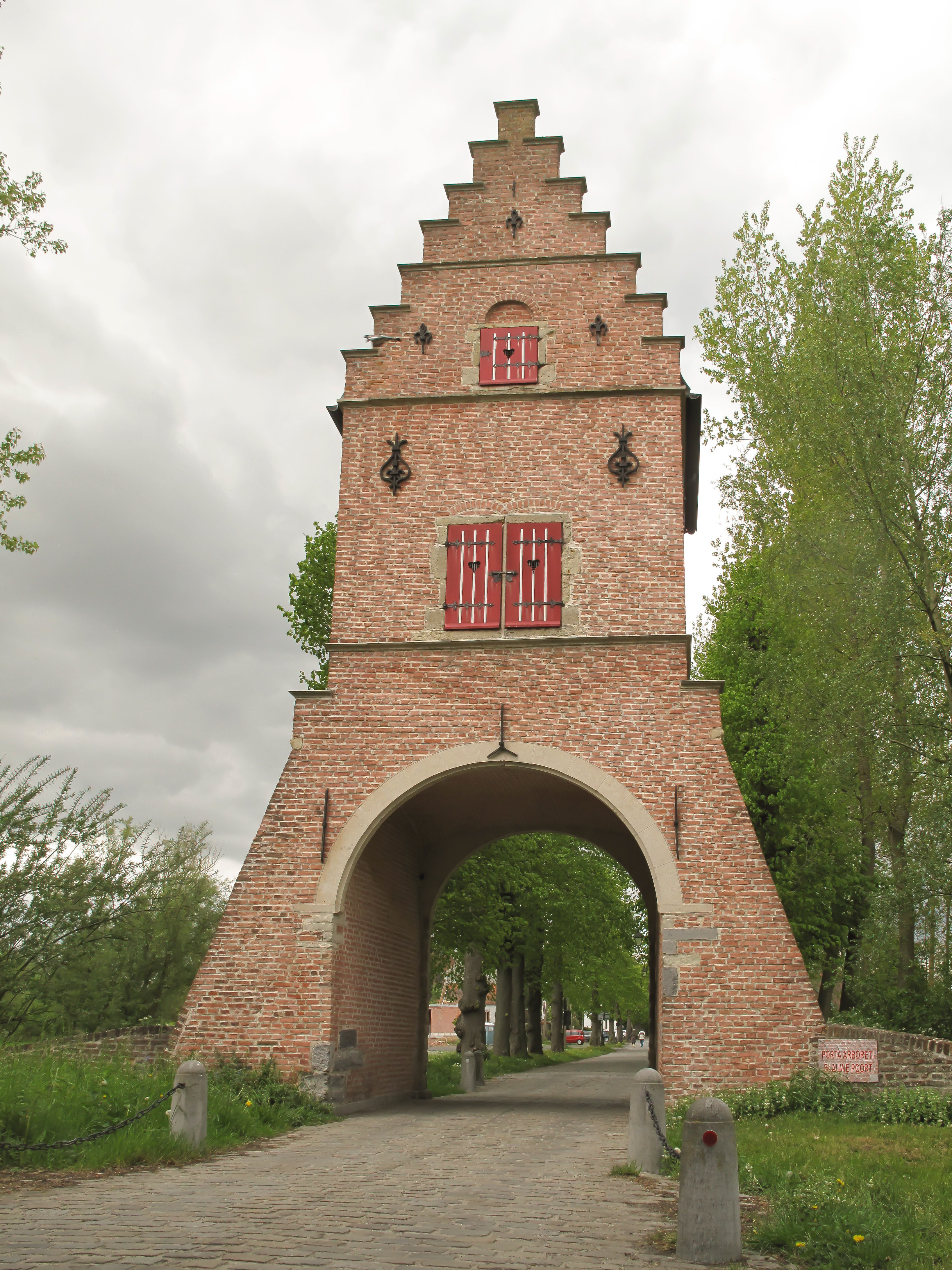
de Blauwe Poort (toegangspoort kasteel van Ooidonk)
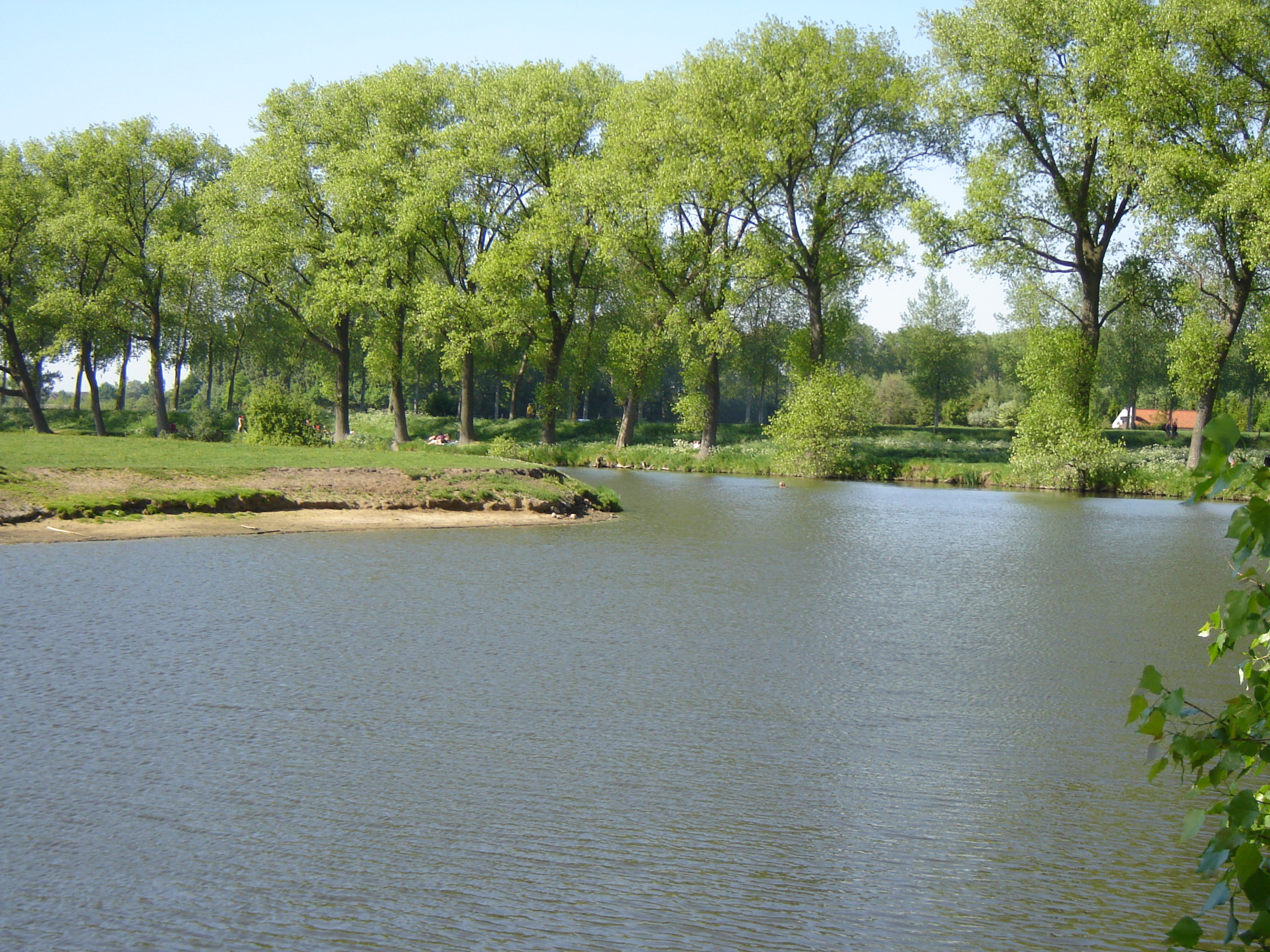
Oude Leie